# 雨乞山 (愛知県)
雨乞山（あまごいやま）は、渥美半島の中央西寄りの愛知県田原市にある標高233 mの山。

## 概要
山域の上部は三河湾国定公園の第3種特別地域、山麓周辺は渥美半島県立自然公園の普通地域の指定を受けている。地質は秩父帯ジュラ紀付加コンプレックスのチャート岩体 などから構成される。2016年に特定非営利活動法人渥美半島ハイキングクラブにより、「渥美半島10名山」の一つに選定された。南1 kmの南麓の大山と雨乞山との間に位置する湿地にはシデコブシの自生地（面積約340 m2）があり、「椛のシデコブシ自生地」として国の天然記念物の指定を受けている。また南東1.3 kmにある「伊川津のシデコブシ」（面積約100 m2）は、県の天然記念物の指定を受けている。山麓には泉福寺（せんぷくじ）があり、東海七福神の大黒天を祀る。温暖な気候で周辺山域にはウバメガシ、ヒトツバ、コバノミツバツツジ、コクランなどの植物が自生する。

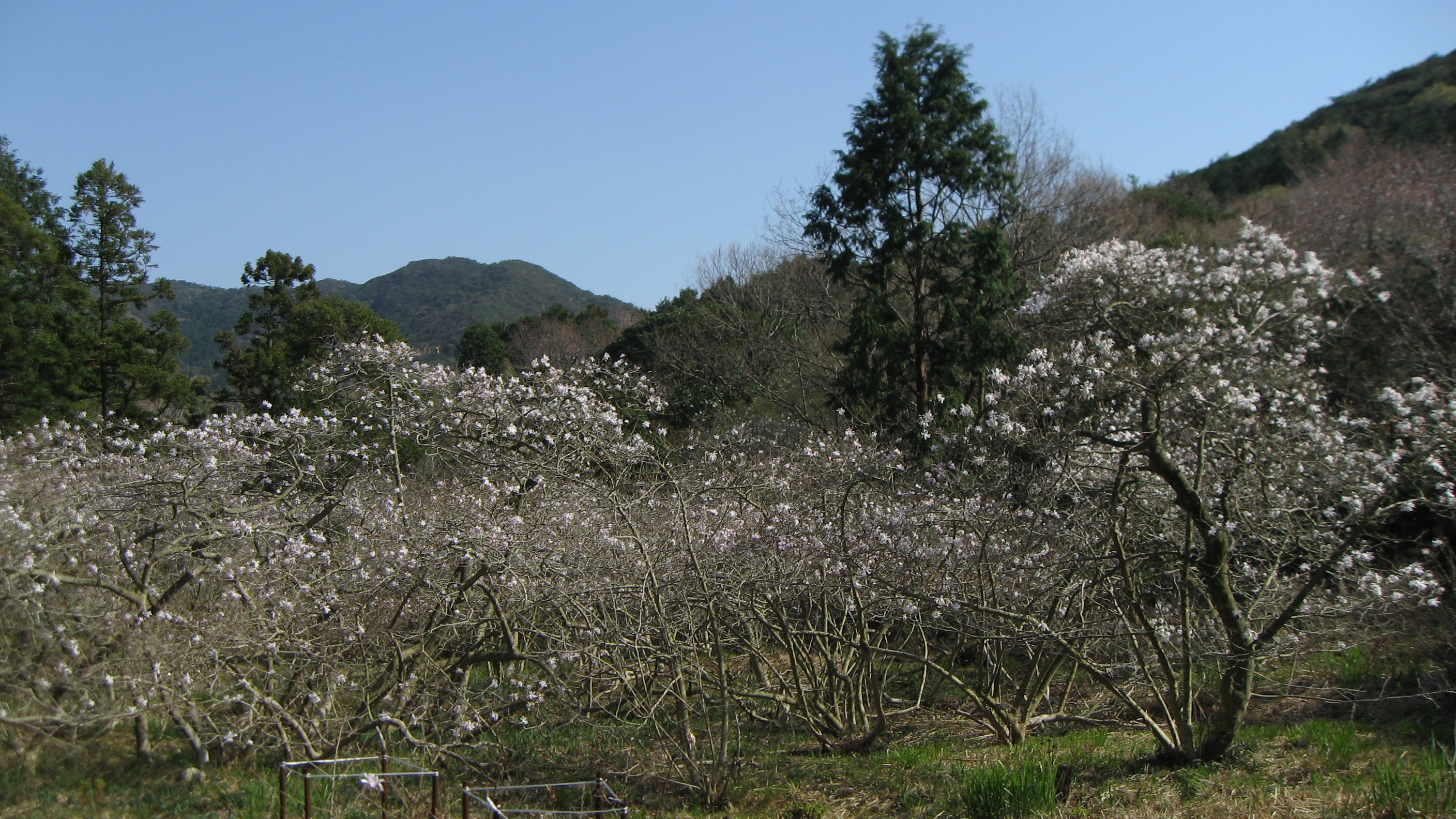
南麓にある「椛のシデコブシ自生地」（国の天然記念物）

## 雨乞神社

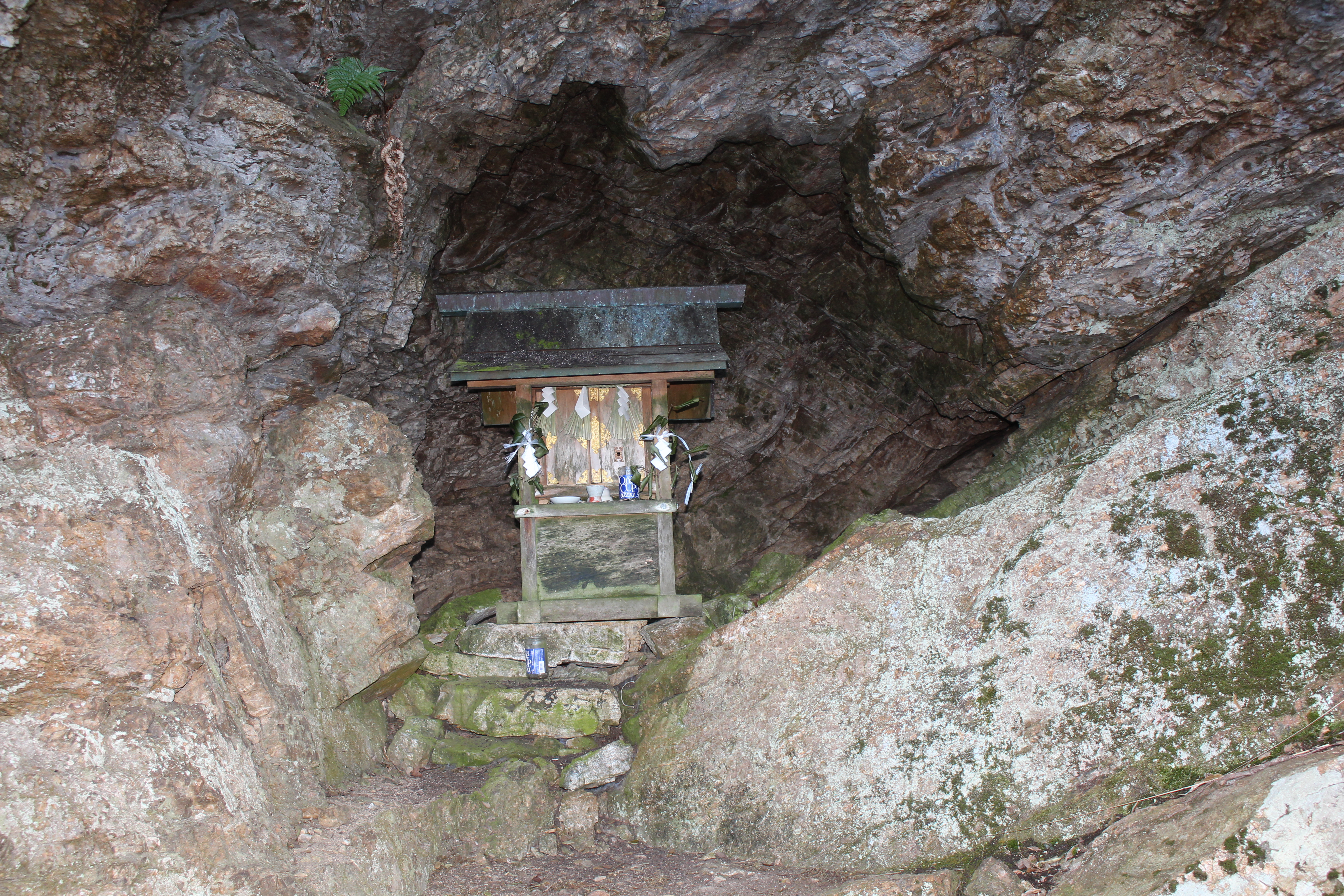
山頂付近の岩陰にある雨乞神社

かつて、この周辺一帯は干ばつに苦しめられていた時代が長き、雨乞山の山頂部の雨乞神社に村人が集まって雨乞いの儀式が行われた。雨乞神社の御神体は八大竜王神と石剣で、願掛け時には石剣がくもれば雨が降ったと言われている。例祭が6月の第1土曜日に行われていて、干ばつの年にはその時々にも行われていた。1944年（昭和19年）と1947年（昭和22年）の大干ばつ時の雨乞い祈願を最後に、この中世から続いた風習は後を絶った。現在は豊川用水が利用できるようになって、温室経営が多くの農家で行われている。

## 登山

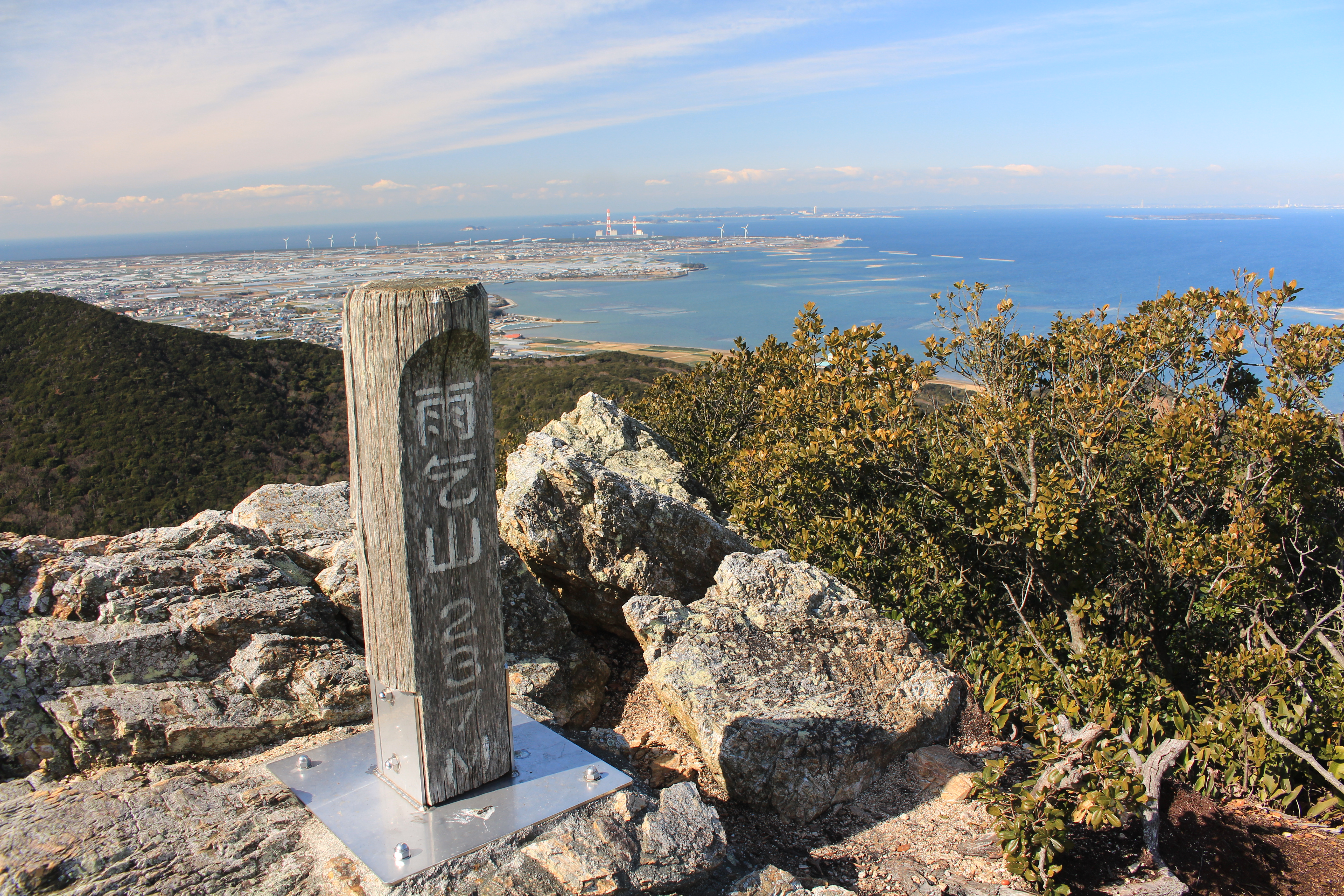
山頂から望む三河湾

ハイキングや登山の対象となる山である。雨乞山から大山へ渥美半島を三河湾から太平洋へ南北に横断する登山道である「渥美トレイル」が開設されていて。渥美半島ハイキングクラブによるハイキング教室が開催されている。以下の登山ルートが開設されている。山頂からは、山麓の石神方面、三河湾と島々、蒲郡方面、大山などの展望が優れる。
- 北東山麓の石神からのルート：石神バス停 - 貯水池付近の石神登山口 - 四等三角点 - 雨乞神社 - 雨乞山[10]
- 北西山麓からルート：福江バス停 - 泉福寺 - （高処） - 三等三角点 - みはり山 - 雨乞山[10]
- 椛のシデコブシ自生地からのルート：椛のシデコブシ自生地 - 椛峠 - みはり山 - 雨乞山[2]

他に南側の大山から椛峠を経て、椛のシデコブシ自生地からのルートに合流するルートもある。

## 地理
三河湾（渥美湾）の海岸線から1kmほど南に位置する。雨乞山からミハリ山、大山へ、渥美半島を横断するように尾根がほぼ南北に連なる。東方に位置する蔵王山、藤尾山、衣笠山などからなる「田原アルプス」と称される山域と独立した山域。免々田川の支流などの河川の源流となる山で、三河湾へと流れる。山域の南側を豊川用水東部幹線水路が貫通する。

### 周辺の主な山
山頂から北東に延びる尾根上に四等三角点（点名「外山」、標高148.07 m）が設置されている。山頂から南西に延びる尾根上にみはり山（標高約260 m）があり、さらにその西南西の高処（タコウド）に三等三角点（点名「山田村」、標高275.27 m）が設置されている。みはり山と大山との鞍部には、椛峠がある。南側には頂上に電波塔のある渥美半島の最高峰の大山が見える。

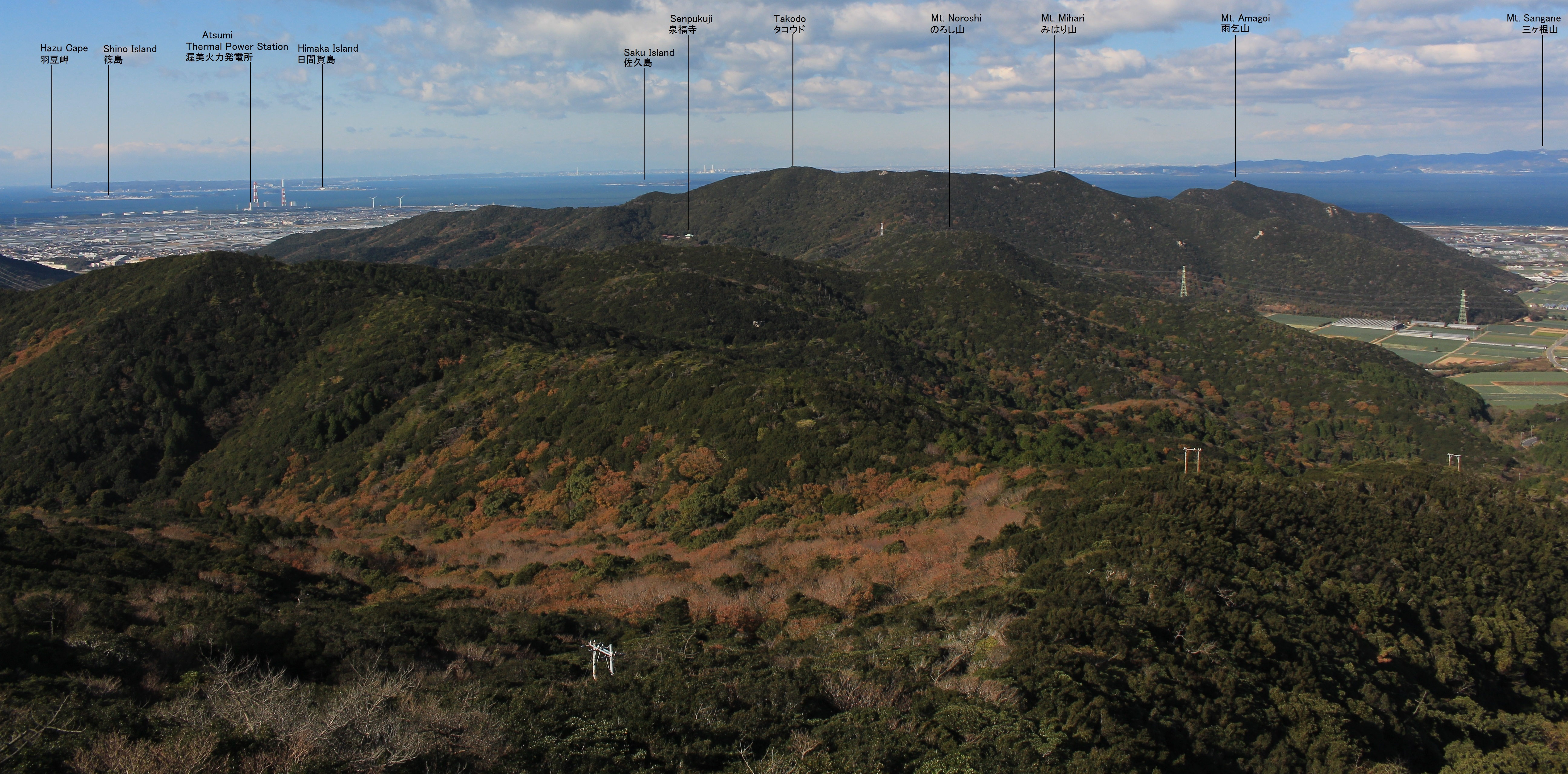
南側の大山から望む雨乞山周辺の山

| 山容                                                                             | 山名     | 標高(m) | 三角点等級 基準点名 | 雨乞山からの 方角と距離(km) | 備考                            |
| -------------------------------------------------------------------------------- | -------- | ------- | ------------------- | --------------------------- | ------------------------------- |
| 雨乞山から望む七つ山（2016年2月2日）                                             | 七つ山   | 204.09  | 二等 「江比間村」   | 北東 3.8                    | 渥美半島10名山                  |
| 大山から望む雨乞山（2014年12月9日）                                              | 雨乞山   | 233     |                     | 0                           | 渥美半島10名山                  |
| 南西側の高処（タコウド）方面から望む「みはり山」と雨乞山（左奥）（2016年2月2日） | みはり山 | 約260   |                     | 南南西 0.6                  |                                 |
| 北側の雨乞山方面のへそ岩から望む大山（2014年12月9日）                            | 大山     | 328.03  | 一等 「大山」       | 南 3.1                      | 渥美半島の最高峰 渥美半島10名山 |

### 交通アクセス

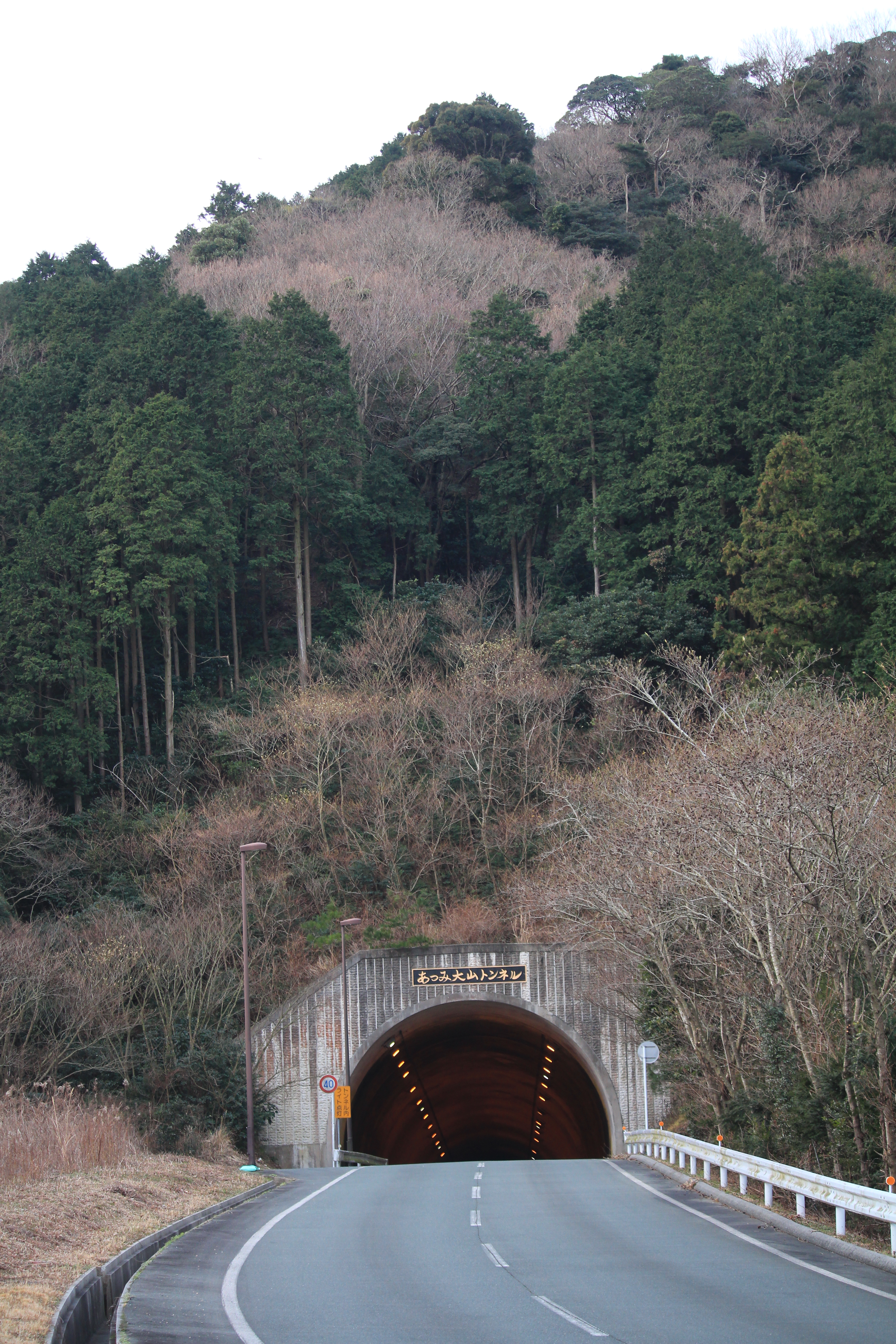
東側の山麓を通る市道土田伊川津線（渥美農免道路）のあつみ大山トンネル北口

北山麓の三河湾沿いに国道259号（田原街道）、北東山麓に愛知県道398号高松石神線が通る。東側の山麓を市道土田伊川津線（渥美農免道路）が通り、南側の山域であつみ大山トンネル（長さ1,230 m、2002年開通）が貫通し三河湾側の田原市伊川津町と太平洋側の田原市和地町とを結ぶ。南西山腹にある泉福寺には車道が通じている。
- 豊鉄バス：伊良湖本線「石神」バス停の南1 kmに位置する。
- 豊橋鉄道渥美線 三河田原駅の西南西12 kmに位置する。
- 東名高速道路 豊川インターチェンジの南南西30 kmに位置する。

## 雨乞山の風景と眺望

### 雨乞山の風景

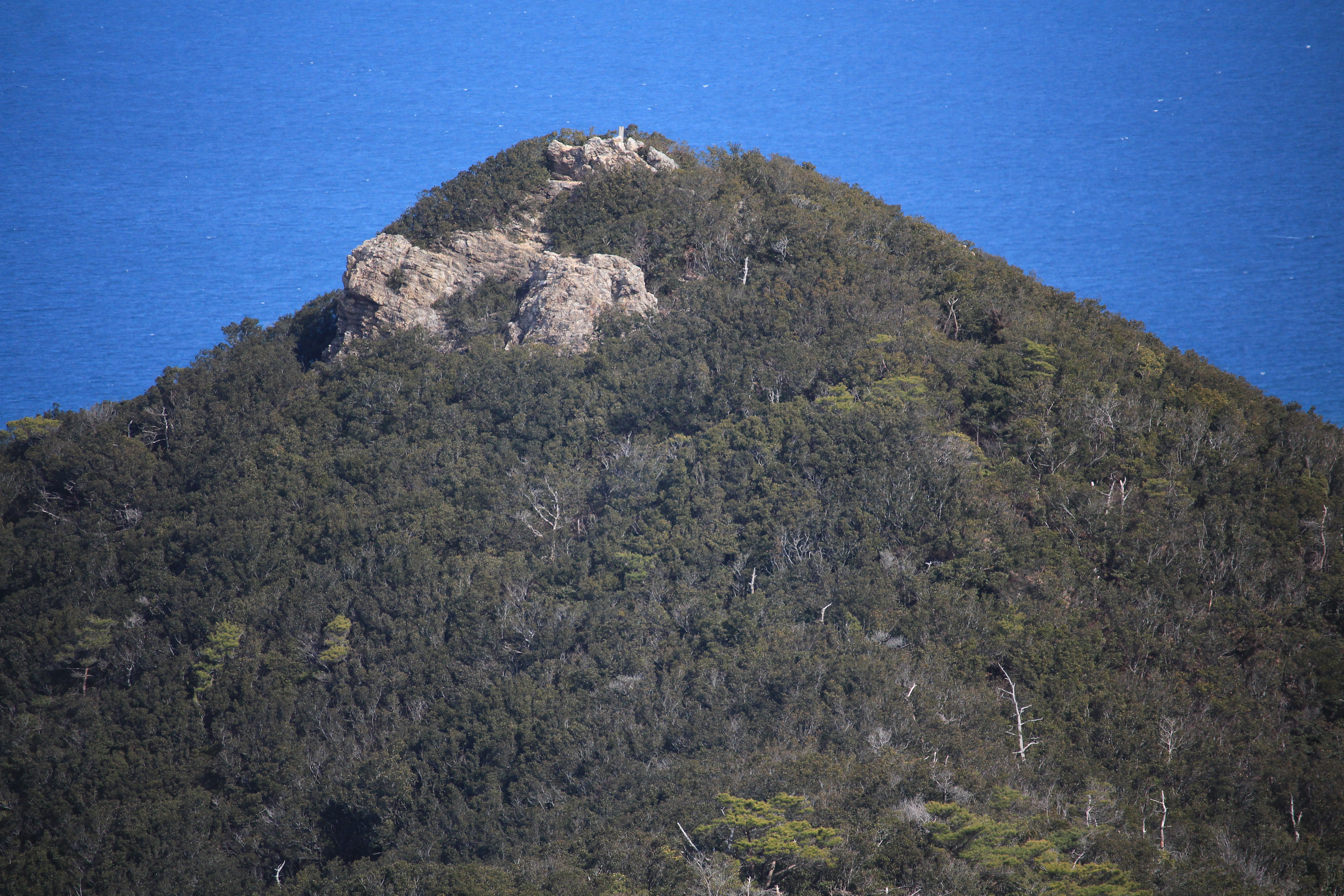
雨乞山の山頂部
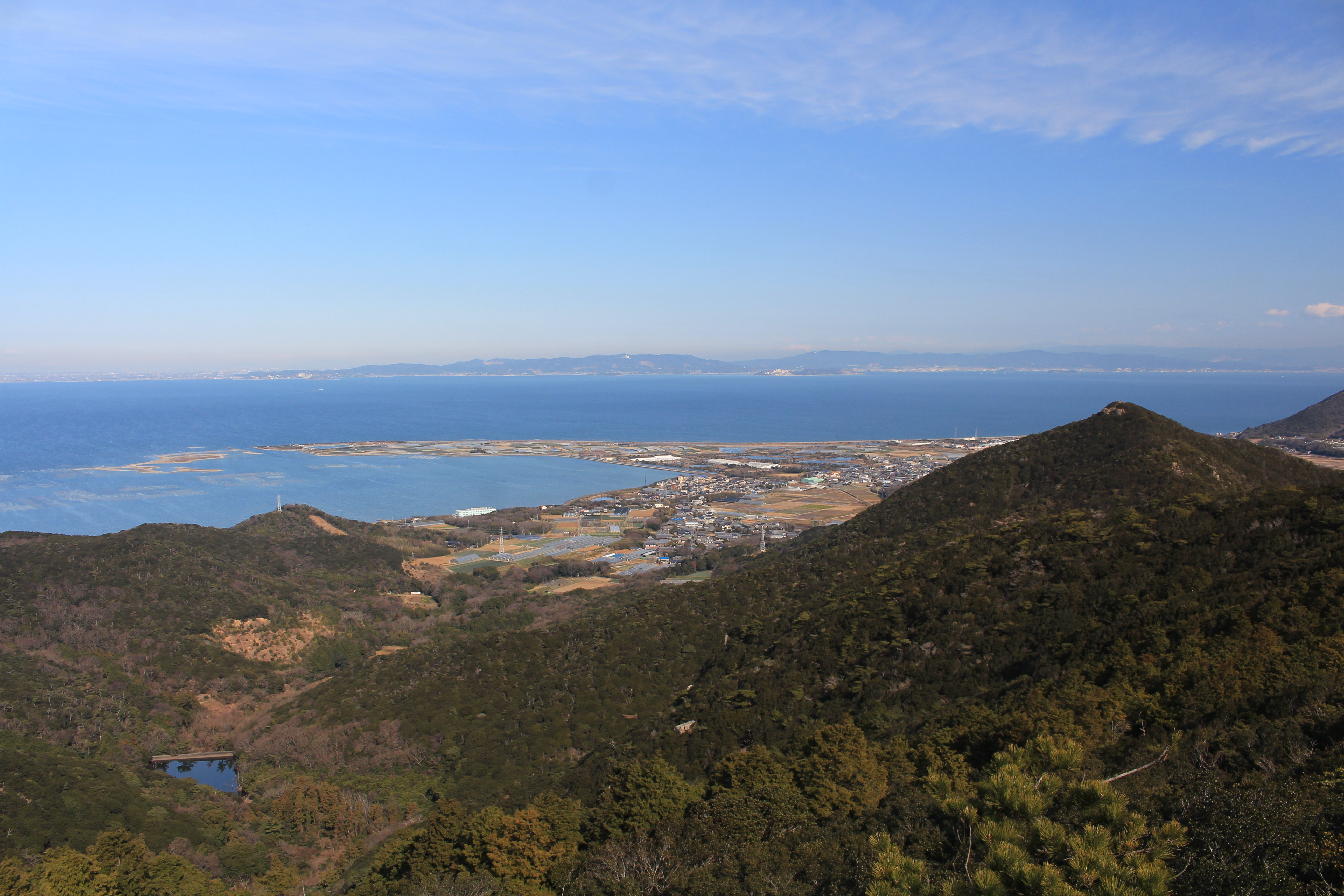
南西側の達麿岩から望む雨乞山と三河湾
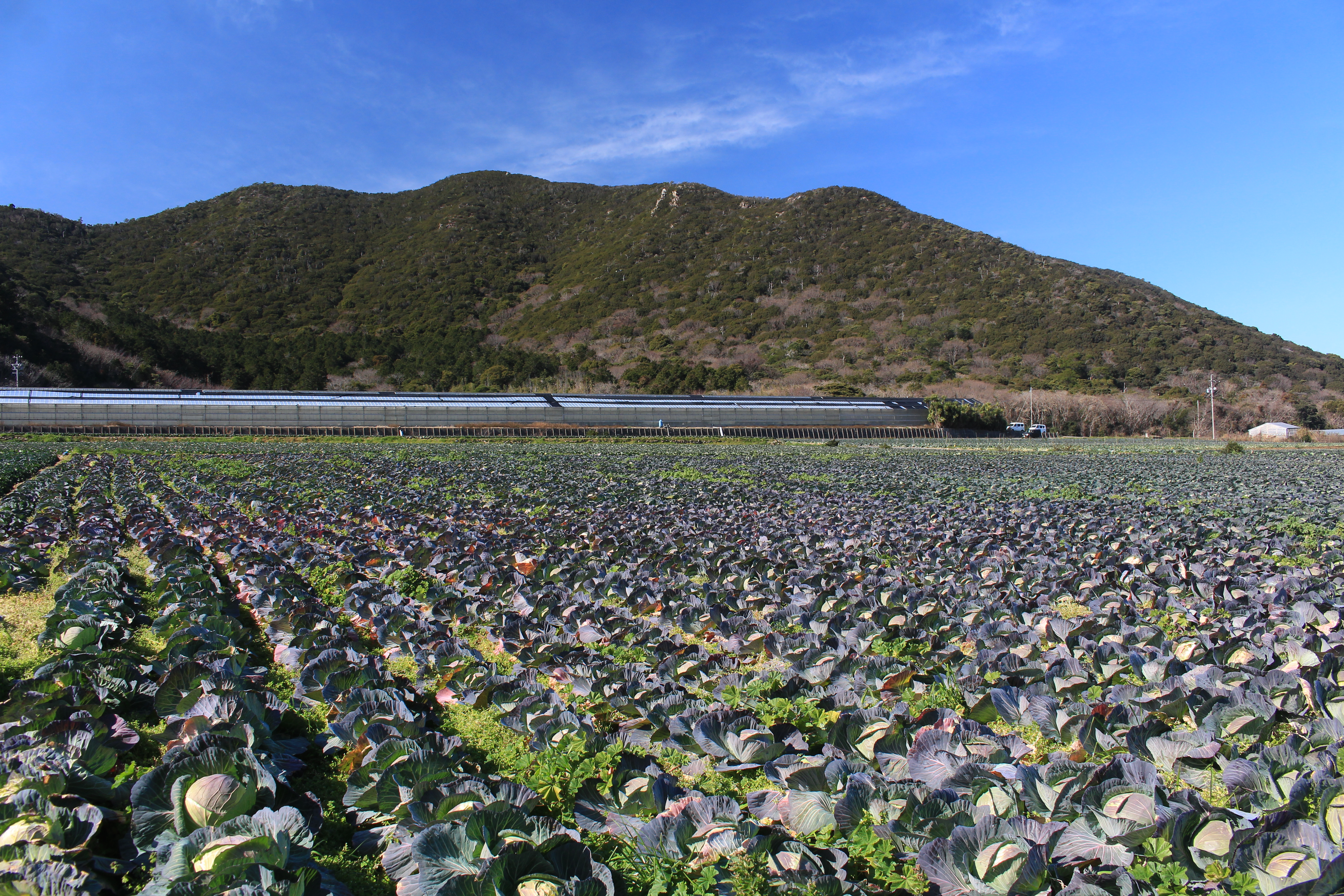
南東山麓のキャベツ畑から望む雨乞山

### 雨乞山からの眺望

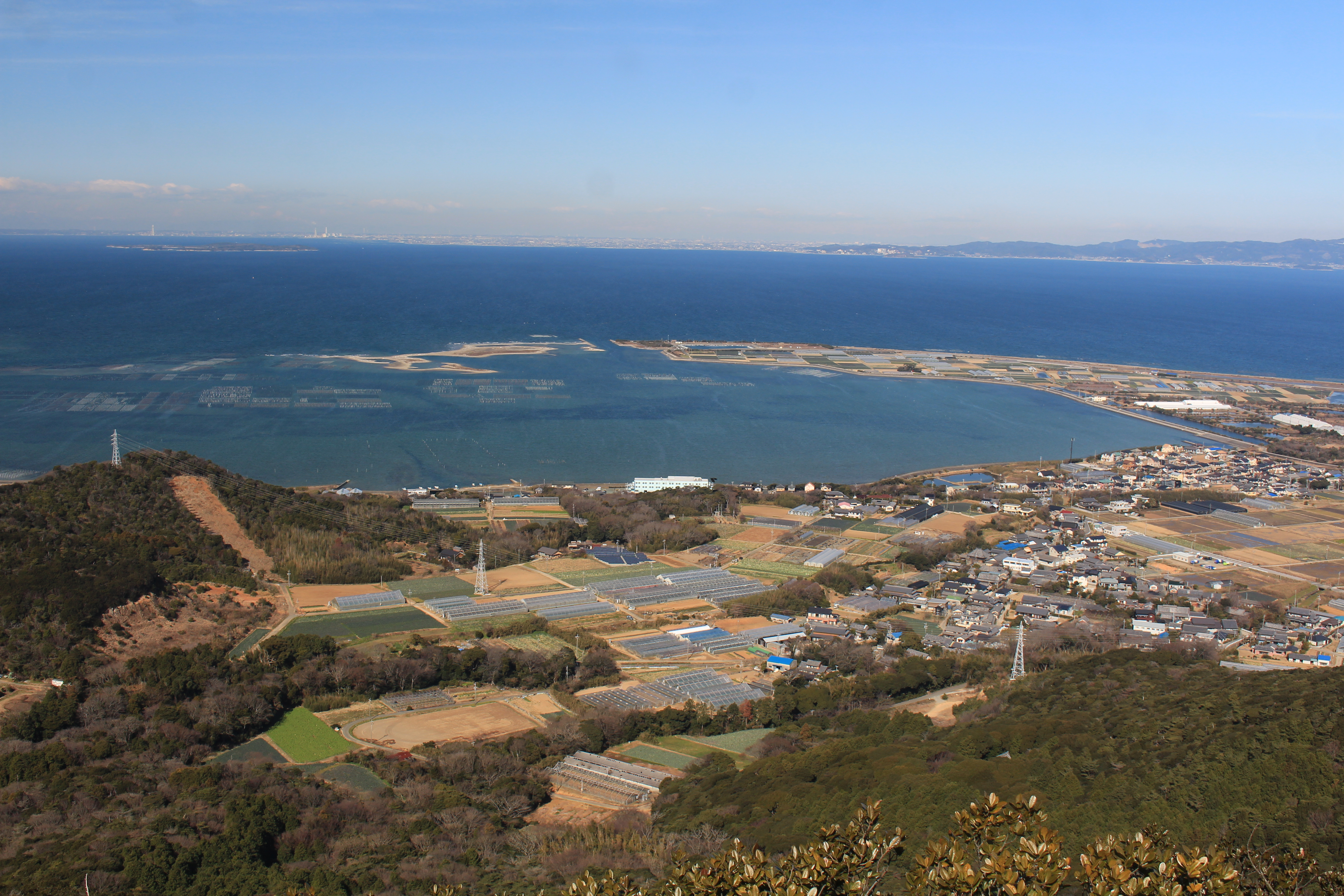
北山麓の石神町と伊川津町周辺、北西の大潟洲、鎗ヶ崎と三河湾に浮かぶ佐久島
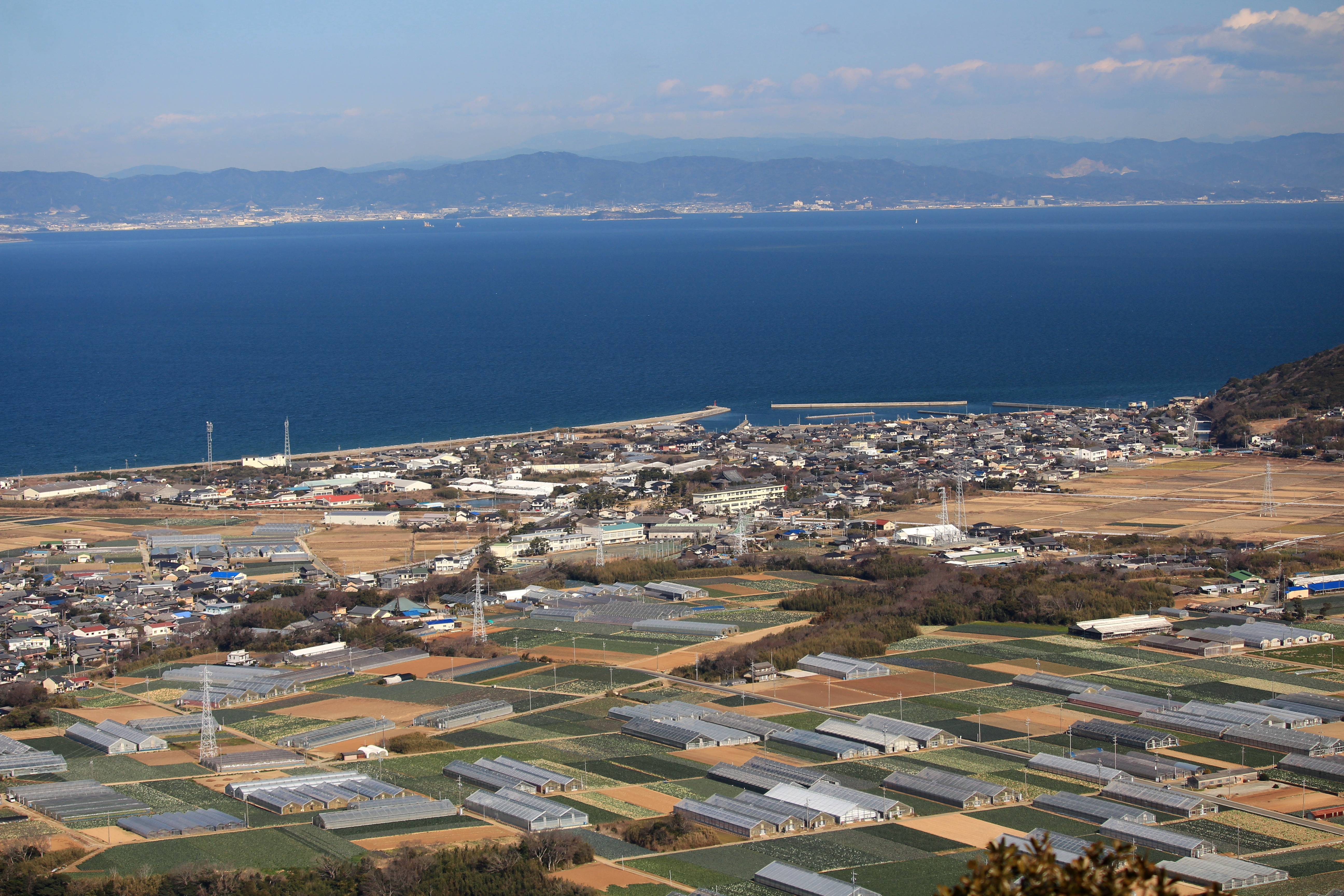
北東の泉港、三河湾の対岸の蒲郡方面、中央奥に恵那山
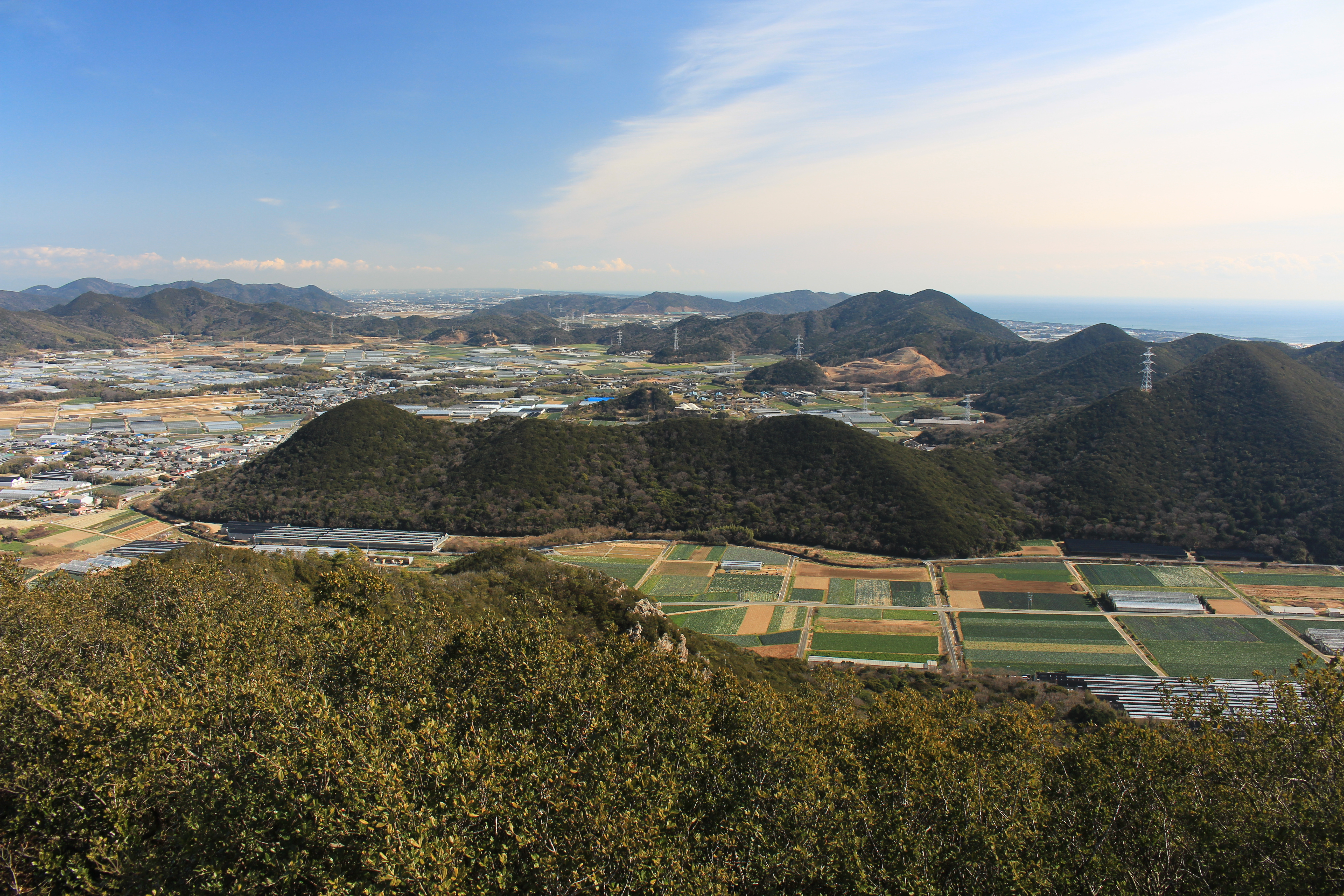
南東の渥美半島東部と右奥の太平洋